# Confrontos entre Cruzeiro e Fluminense no futebol
Cruzeiro e Fluminense são dois clubes que disputam um dos maiores clássicos interestaduais (Minas Gerais versus Rio de Janeiro) do futebol brasileiro.

## Introdução
Este é o confronto contra um dos outros 11 maiores clubes do Brasil mais tardio do Fluminense, com a primeira partida ocorrendo apenas em 11 de junho de 1941, principalmente considerando que a primeira partida contra os clubes mineiros Sport-JF (12 de outubro de 1920), Tupi (8 de maio de 1921), Villa Nova (24 de junho de 1923), América (8 de setembro de 1929), Atlético (16 de agosto de 1930) e mesmo contra o refundado Siderúrgica (18 de janeiro de 1934), aconteceram anos antes.
Igualmente, o Cruzeiro já havia jogado contra os cariocas Flamengo (desde 23 de setembro de 1923), Vasco (desde 30 de outubro de 1927), America (desde 4 de agosto de 1929), São Cristóvão (desde 4 de setembro de 1934), Botafogo (desde 15 de novembro de 1936) e até mesmo contra o Bonsucesso (desde 7 de setembro de 1930) e o Madureira (desde 20 de janeiro de 1937), que nunca foram campeões cariocas, tendo feito confrontos mais tardios contra outros dos 12 maiores clubes do Brasil apenas contra São Paulo (25 de fevereiro de 1943), Grêmio (26 de maio de 1960) e Internacional (10 de outubro de 1962).

## História
Ao vencer o Cruzeiro por 3 a 2 no Estádio das Laranjeiras em 9 de julho de 1952, o Fluminense conquistou o Torneio José de Paula Júnior, quadrangular disputado também pelas equipes belo-horizontinas do Atlético e do América. Tendo terminado empatado o jogo com o Cruzeiro em Belo Horizonte, com o direito de ficar com a taça e o título por ser o time visitante, o Fluminense propôs a realização desta partida desempate em Laranjeiras.
O Fluminense eliminou o Cruzeiro na Taça Brasil de 1960 e foi eliminado por ele na Taça Brasil de 1966, ocasião em que o clube mineiro chegaria ao seu primeiro título nacional. Em 1960, a primeira partida por uma competição nacional disputada pelos dois clubes foi realizada no Estádio Independência e terminou empatada por 1 a 1, com gols de Paulinho, aos 9, e Raimundinho aos 26 minutos do primeiro tempo, perante 22.000 torcedores, tendo sido esta também a primeira partida de Fluminense e Cruzeiro contra outro dos 12 maiores clubes do Brasil válida por competição nacional.
Na vitória do Cruzeiro por 3 a 0 no Maracanã em 1969, foi libertado o embaixador norte-americano Charles Burke Elbrick, que havia sido sequestrado e mantido por 70 horas em cativeiro, com os sequestradores aproveitando a multidão presente para se dispersarem sem causarem suspeitas. Pela vitória nesse jogo o Cruzeiro recebeu o Troféu Independência, taça oferecida pelo fato da partida ter sido realizada no dia 7 de setembro, data na qual é comemorada a Independência do Brasil.
Em 1970, o Fluminense venceu a partida que é considerada a mais importante da história do clássico, pelo Quadrangular Final do Campeonato Brasileiro, disputado também contra o Atlético-MG e contra o Palmeiras. O gol de Mickey selou a vitória tricolor no Mineirão, e deixou o Fluminense com a mão na Taça de Prata.
Na primeira partida pelo Campeonato Brasileiro em suas edições após 1971, vitória do Cruzeiro no Maracanã por 1 a 0, com gol de Dirceu Lopes, atleta que jogaria anos depois no Fluminense, perante 18.446 torcedores pagantes, em 11 de setembro de 1971.
Mesmo sem conquistarem o título, os dois clubes fizeram grandes campanhas no Campeonato Brasileiro de 1975. Na Terceira Fase eles formaram o Grupo A, que classificou o Fluminense em primeiro e o Cruzeiro em segundo, em um grupo composto por outros seis, para as semifinais, que ao seu final apontaria o Cruzeiro como vice-campeão, pelo segundo ano consecutivo, e o Flu em terceiro. A partida entre eles no Mineirão foi eletrizante, pois o Cruzeiro fez 1 a 0 com Palhinha aos 29', o Flu no empatou com Cléber aos 28'/2ºT e virou aos 44'/2ºT, com gol olímpico de Paulo Cézar.
Na Segunda Fase do Campeonato Brasileiro de 1982, Fluminense e Cruzeiro ficaram no mesmo grupo, que reuniu ainda Anapolina e Moto Club, com Flu e Anapolina classificando-se para a próxima fase, e os jogos entre os dois clubes tendo terminado 2 a 2 no Mineirão e Flu 4 a 0 no Maracanã, com o Tricolor vindo a terminar esta competição em quinto lugar.
Já no Campeonato Brasileiro de 1995, Raposa e Flu parariam nas semifinais, com o Cruzeiro terminando em terceiro e o Fluminense em quarto, com o Cruzeiro vindo a vencer o confronto entre os dois por 2 a 0, em São Luís (Maranhão).
O Cruzeiro conquistou o seu segundo título nacional em 2003, e com o título já garantido enfrentou o Fluminense na penúltima rodada no Mineirão, ganhando por 5 a 2, com uma grande atuação de Alex.
Em 2006, o Fluminense eliminou o Cruzeiro nas quartas-de-final da Copa do Brasil com duas vitórias: 3 a 2 no Mineirão e 1 a 0 no Maracanã, resultado que garantiu o Tricolor nas semifinais da competição.
No ano seguinte, o Flu terminaria o Campeonato Brasileiro de 2007 em quarto e o Cruzeiro em quinto, com empate de 2 a 2 no Maracanã e vitória cruzeirense por 4 a 2 no Mineirão.
No Campeonato Brasileiro de 2009, o Fluminense obteve uma vitória espetacular, por 3 a 2, no Mineirão, após terminar o primeiro tempo com desvantagem de dois gols, na milésima partida do Cruzeiro no Campeonato Brasileiro com esta nomenclatura, assim como o Flu faria a sua milésima partida contra o próprio Cruzeiro, na vitória por 2 a 1, em Uberlândia, no dia 7 de setembro de 2011.
No Campeonato Brasileiro de 2010, o Flu conquistou seu terceiro título nacional, enquanto que o clube mineiro foi o vice-campeão. O Flu conquistaria ainda o título nacional em 2012, sucedido pelo Cruzeiro, campeão de 2013 e de 2014.

## Personagens
Dirceu Lopes
Grande ídolo do Cruzeiro, com 11 títulos oficiais, 601 jogos disputados e 223 gols marcados, Dirceu Lopes já no fim de carreira jogou pelo Fluminense, anotando 6 gols em 23 partidas no ano de 1977.
Evaldo
Campeão carioca pelo Fluminense em 1964, clube pelo qual jogou entre 1961 e 1966, período no qual foi convocado algumas vezes para a Seleção Olímpica Brasileira, Evaldo transferiu-se para o Cruzeiro, sendo o artilheiro do time em sua primeira conquista nacional na campanha de 1966 e posteriormente disputando 294 jogos pelo clube mineiro, vindo a marcar 111 gols entre 1966 e 1975.
Thiago Neves
Campeão da Copa do Brasil em 2007, do Campeonato Carioca e do Brasileiro pelo Fluminense em 2012, clube pelo qual disputou 174 partidas, marcando 50 gols, o meia Thiago Neves se transferiu para o Cruzeiro em 2017, sagrando-se bicampeão da Copa do Brasil em 2017-18 e mineiro em 2018-19.

## Ídolos
Fábio
O goleiro Fábio atuou pelo Cruzeiro nos períodos compreendidos entre 1999 e 2000 e entre 2005 e 2021, tendo alcançado 976 jogos e conquistado 3 Copas do Brasil, 7 Campeonatos Mineiros e 2 Campeonatos Brasileiros pela equipe mineira.
Em 2022, Fábio chegou ao Fluminense depois de ser dispensado do Cruzeiro pelo Ronaldo, que até então gerenciava a SAF do clube mineiro.Pelo tricolor carioca, Fábio conquistou, até o momento, 1 Copa Libertadores da América , 1 Recopa Sul-Americana, 2 Campeonatos Cariocas e 2 Taças Guanabaras.
Fred
Fred chegou ao Cruzeiro vindo do rival América-MG, logo conquistando a torcida celeste com seus gols antes de se transferir para o Lyon, tendo feito 53 gols em 71 jogos nos anos de 2004 e 2005, retornando ao clube mineiro em 2018. Contratado pelo Fluminense em 2009, conquistou dois títulos brasileiros e um carioca, tendo feito 172 gols em 288 jogos, igualmente conquistando a idolatria dos tricolores.
Fred chegaria ao seu 500º jogo como profissional justamente no empate por 3 a 3 entre os dois clubes, no dia 7 de setembro de 2014, tendo marcado 277 gols na carreira, até então.
Procópio
Zagueiro campeão mineiro pelo Cruzeiro em seis ocasiões e da Taça Brasil de 1966, Procópio disputou 110 partidas pelo Fluminense entre 1963 e 1965, sagrando-se campeão carioca em 1964.

## Jogos decisivos
Em finaisÀ esquerda: Troféu do Campeonato Brasileiro de 1970. À direita: Troféu do Campeonato Brasileiro de 2010.

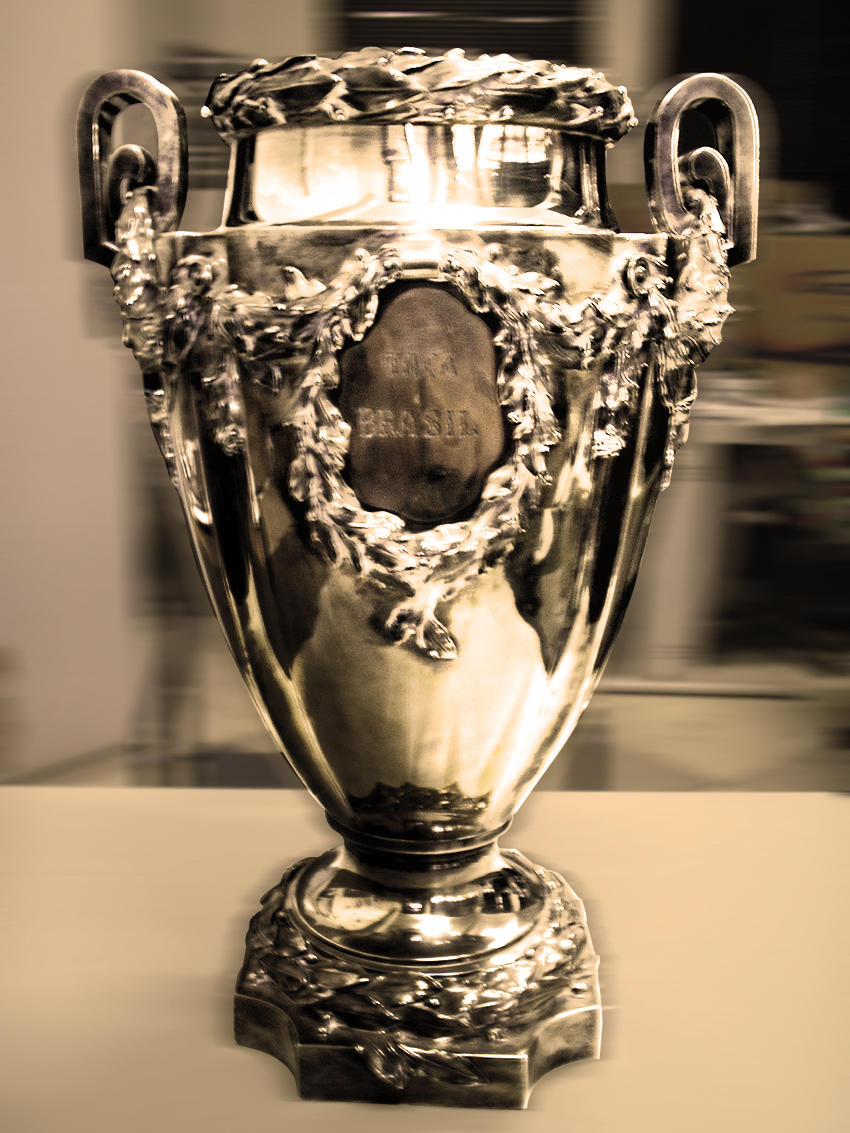
Troféu do Campeonato Brasileiro de 1966.

Em 1952, o Fluminense venceu a final do Torneio José de Paula Júnior em cima do Cruzeiro.
Jogo importante
Em 1970, o Fluminense venceu o Cruzeiro pelo quadrangular final do Campeonato Brasileiro. Ao empatar com o Atlético, arquirrival do Cruzeiro, o tricolor carioca conquistou o seu 1º troféu do Brasileirão.
Mata-matas em competições da CBF
Em 1960, o Fluminense eliminou o Cruzeiro nas oitavas de final do Campeonato Brasileiro.
Em 1966, o Cruzeiro eliminou o Fluminense na semifinal do Campeonato Brasileiro. Na decisão, o clube mineiro conquistou o seu 1º título do Brasileirão.
Em 2006, o Fluminense eliminou o Cruzeiro nas quartas de final da Copa do Brasil.
Em 2019, o Cruzeiro eliminou o Fluminense nas oitavas de final da Copa do Brasil.
Em 2022, o Fluminense eliminou o Cruzeiro nas oitavas de final da Copa do Brasil.
Campeonato Brasileiro na Era dos Pontos Corridos
Em 2010, o Fluminense se consagrou tricampeão brasileiro, alcançando 71 pontos. O Cruzeiro foi o vice-campeão, com 69 pontos.

## Outras estatísticas
Cidades e estados
Até o presente foram disputadas 45 partidas deste clássico no Estado do Rio, 41 em Minas Gerais, 1 no Amazonas e 1 no Maranhão. Uma das partidas disputadas em Minas Gerais foi em Juiz de Fora, cidade com maioria de torcedores dos clubes cariocas, pela proximidade com o Rio, com o mando de campo do Flu, realizadas em 8 cidades diferentes.
Principais estádios
31 partidas foram disputadas no Mineirão e 31 no Maracanã, estádios que receberam a maioria dos confrontos. No Mineirão foram 14 vitórias do Cruzeiro, 12 do Fluminense e 5 empates, 54 gols para o Cruzeiro e 49 para o Flu, enquanto no Maracanã foram 15 vitórias do Flu, 6 do Cruzeiro e 10 empates, 43 gols pró Flu e 30 pró Cruzeiro. O Fluminense está invicto no Independência, com 3 vitórias e 3 empates, 13 gols a favor e 5 contra, enquanto em Laranjeiras foram 8 jogos, com 5 vitórias do Fluminense, 2 do Cruzeiro e 1 empate, 18 gols a favor do Flu e 11 a favor do Cruzeiro.
Campeonato Brasileiro
Pelo Campeonato Brasileiro Unificado foram 69 jogos, com  24 vitórias do Cruzeiro, 27 do Fluminense, e 18 empates, 90 gols a favor do Cruzeiro e 94 a favor do Fluminense.
Fluminense e Cruzeiro disputaram jogos em todas as principais competições do futebol brasileiro: Campeonato Brasileiro (incluindo a Taça Brasil e o Torneio Roberto Gomes Pedrosa), e Copa do Brasil.
Fluminense, Grêmio e Santos são os únicos adversários contra os quais o Cruzeiro jogou nos seus 4 títulos brasileiros. Nas conquistas de seus 4 títulos brasileiros, o Flu só não jogou contra o Cruzeiro em 1984, por conta do clube mineiro ter começado esta competição em grupo diferente e não ter chegado aos cruzamentos previstos pela fórmula de disputa.
Conmebol
O Cruzeiro é o único clube citado entre os 12 maiores clubes do Brasil contra o qual o Fluminense jamais disputou uma partida oficial válida por competição da CONMEBOL. Já o Cruzeiro, além do Fluminense, jamais disputou uma partida oficial das duas principais competições da CONMEBOL também contra Atlético-MG e Botafogo, tendo jogado pela Copa Ouro de 1993 contra o Galo.

## Recordes

### Artilheiros
O maior artilheiro do confronto é Fred (Flu), com 5 gols marcados. Fred marcou ainda um gol pelo Cruzeiro contra o Fluminense, na vitória tricolor por 3 a 2 em 2004, tendo portanto 6 gols no total. A seguir, estão Alecsandro, Evaldo e Tostão (Cruzeiro), Orlando Pingo de Ouro e Waldo (Flu), cada um deles com 4 gols marcados.

### Goleadas[5]
Maior vitória do Fluminense atuando em casa
| 11 de agosto de 2002 | Fluminense                                                        | 5 – 1 | Cruzeiro         | Maracanã                                                                           |
| 16:00                | Magno Alves 29' · Fernando Diniz 32' · Romário 43' 92' · Beto 47' |       | Fábio Júnior 88' | Público: 66 828 (59 866 pags) Renda: R$ 591.183.00 Árbitro: PR Héber Roberto Lopes |

Maior vitória do Fluminense atuando fora de casa e partida com mais gols
| 7 de setembro de 2005 | Cruzeiro               | 2 – 6 | Fluminense                                               | Mineirão                                                                |
| 21:45                 | Kelly 14' · Wagner 67' |       | Petković 30' 53' · Gabriel 56' 82' · Beto 75' · Tuta 86' | Público: 11 119 pags Renda: R$ 112.500,00 Árbitro: MS Helvécio Zequetto |

Maior vitória do Cruzeiro atuando em casa
| 7 de dezembro de 2003 | Cruzeiro                                               | 5 – 2 | Fluminense                 | Mineirão                                                                         |
| 16:00                 | Mota 49' · Alex 62' 78' · Márcio Nobre 71' · Zinho 89' |       | Rodolfo 25' · Jadílson 79' | Público: 37 728 pags Renda: R$ 481.112,50 Árbitro: ES Wallace Nascimento Valente |

Maior vitória do Cruzeiro atuando fora de casa
| 7 de setembro de 1969 | Fluminense | 0 – 3 | Cruzeiro              | Maracanã                                                                 |
| 17:00                 |            |       | Tostão · Dirceu Lopes | Público: 30 243 pags Renda: NCR$ 95.335,25 Árbitro: SP José Favilli Neto |

### Empate com mais gols
| 7 de setembro de 2014 | Fluminense                            | 3 – 3 | Cruzeiro                                          | Maracanã                                                                        |
| 16:00                 | Wagner 16' · Cícero 22' · Kennedy 88' |       | Julio Baptista (2) 13' e 43' · Marcelo Moreno 57' | Público: 27 194 (23 534 pags) Renda: R$ 614.385,00 Árbitro: RS Anderson Daronco |

### Séries
A maior série invicta é do Fluminense, nove jogos entre 2004 e 2007. Já a favor do Cruzeiro é de cinco jogos, em duas ocasiões, entre 1965 e 1968 e entre 2007 e 2009.
A maior série de vitórias também é do Fluminense, sete jogos entre 2004 e 2006, enquanto a do Cruzeiro é de cinco jogos, entre 1965 e 1968.
A maior série de empates é de apenas dois jogos, em três ocasiões diferentes.

## Maiores públicos
Aonde não constam os públicos pagantes e presentes, a referência é aos pagantes, acima de 30.000 presentes.

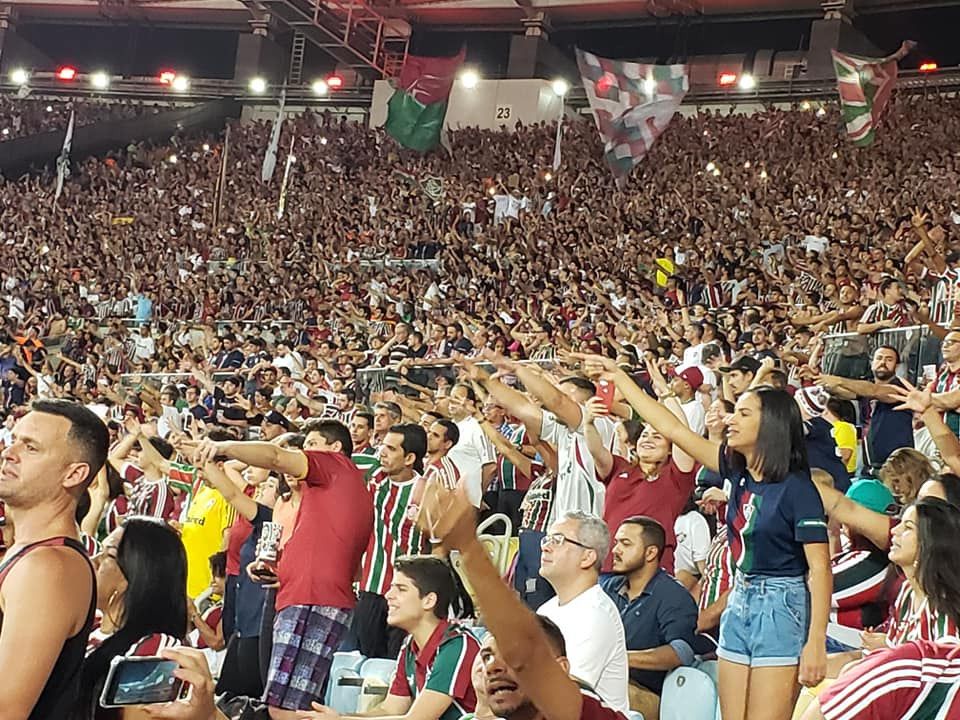
Festa da torcida tricolor.

1. Festa da torcida cruzeirense.Festa da torcida tricolor.Fluminense 5–1 Cruzeiro, 66.828, 11 de agosto de 2002, Maracanã (59.866 pagantes).

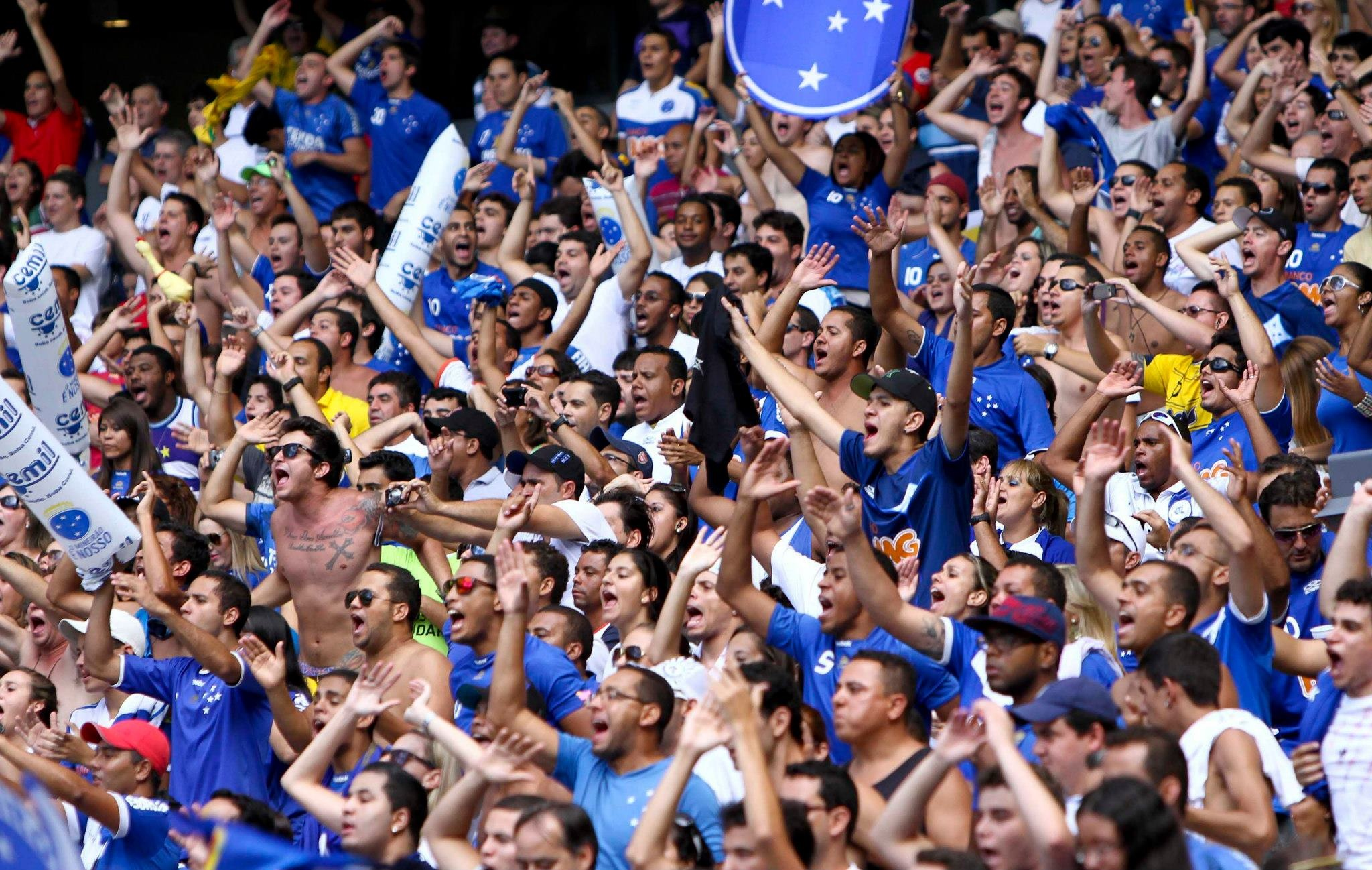
Festa da torcida cruzeirense.

2. Cruzeiro 0–3 Fluminense, 58.844, 12 de julho de 2022, Mineirão (52.799 pagantes).
3. Cruzeiro 1–2 Fluminense, 55.814, 19 de novembro de 1975, Mineirão.
4. Cruzeiro 1–0 Fluminense, 55.000, 9 de novembro de 1966, Mineirão (49.439 pagantes).
5. Cruzeiro 0–2 Fluminense, 51.846, 10 de maio de 2023, Mineirão.
6. Cruzeiro 2–3 Fluminense, 49.976, 1 de novembro de 2009, Mineirão (49.140 pagantes).
7. Cruzeiro 2–2 Fluminense, 47.460, 5 de junho de 2019, Mineirão (40.056 pagantes).
8. Cruzeiro 2–1 Fluminense, 46.906 7 de dezembro de 2014, Mineirão (45.809 pagantes).
9. Fluminense 2–1 Cruzeiro, 46.325, 23 de junho de 2022, Maracanã (43.521 pagantes).
10. Fluminense 0–0 Cruzeiro, 44.941, 27 de abril de 1980, Maracanã.
11. Cruzeiro 2–2 Fluminense, 38.577, 18 de outubro de 2015, Mineirão.
12. Cruzeiro 0–0 Fluminense, 38.133, 9 de outubro de 2019, Mineirão (31.995 pagantes).
13. Cruzeiro 5–2 Fluminense, 37.728, 7 de dezembro de 2003, Mineirão.
14. Fluminense 0–2 Cruzeiro, 35.167, 18 de novembro de 2012, Engenhão (28.917 pagantes).
15. Fluminense 1–0 Cruzeiro, 34.535, 22 de julho de 2010, Maracanã (28.479 pagantes).
16. Cruzeiro 1–0 Fluminense, 33.408, 16 de outubro de 2013, Mineirão (31.385 pagantes).
17. Fluminense 2–1 Cruzeiro, 32.320, 3 de outubro de 1970, Maracanã.
18. Fluminense 0–3 Cruzeiro, 30.243, 7 de setembro de 1969, Maracanã.

Pelo menos os jogos com públicos presentes desconhecidos nos dias atuais de 12 de março de 1967 (28.137 pags.) e de 28 de fevereiro de 1982 (28.608 pags.), disputados no Mineirão, poderiam fazer parte desta lista.
Por décadas
1961/1970: 3.
1971/1980: 2.
2001/2010: 4.
2011/2020: 6.
2021/2030: 3.
No Estádio Independência
Cruzeiro 1 – 1 Fluminense, 22.000, 14 de setembro de 1960 (18.515 pagantes).
No Estádio Giulite Coutinho
Fluminense 2 – 0 Cruzeiro, 9.681, 17 de julho de 2016 (8.381 pagantes).

## Todos os confrontos
Campeão em jogo válido por final de campeonato.
 Vice-campeão em jogo válido por final de campeonato ou em rodada que decidiu o título.
| Lista de Jogos |                         |                               |                 |           |                 |                     |                |       |    |       |  |
| Nº             | Data                    | Competição                    | Mandante        | Placar    | Visitante       | Estádio             | Local          | V.Cru | E  | V.Flu |  |
| 1              | 11 de junho de 1941     | Jogo amistoso                 | Fluminense      | 4–2       | Palestra Itália | Laranjeiras         | Rio de Janeiro |       |    | 1     |  |
| 2              | 9 de dezembro de 1945   | Jogo amistoso                 | Cruzeiro        | 3–1       | Fluminense      | Barro Preto         | Belo Horizonte | 1     |    |       |  |
| 3              | 1 de maio de 1948       | Jogo amistoso                 | Fluminense      | 2–1       | Cruzeiro        | Laranjeiras         | Rio de Janeiro |       |    | 2     |  |
| 4              | 17 de junho de 1951     | Jogo amistoso                 | Cruzeiro        | 2–2       | Fluminense      | Barro Preto         | Belo Horizonte |       | 1  |       |  |
| 5              | 8 de agosto de 1951     | Jogo amistoso                 | Fluminense      | 2–2       | Cruzeiro        | Laranjeiras         | Rio de Janeiro |       | 2  |       |  |
| 6              | 22 de junho de 1952     | Torneio José de Paula Júnior  | Cruzeiro        | 0–2       | Fluminense      | Independência       | Belo Horizonte |       |    | 3     |  |
| 7              | 9 de julho de 1952      | Torneio José de Paula Júnior  | Fluminense      | 3–2       | Cruzeiro        | Laranjeiras         | Rio de Janeiro |       |    | 4     |  |
| 8              | 14 de setembro de 1960  | Taça Brasil                   | Cruzeiro        | 1–1       | Fluminense      | Independência       | Belo Horizonte |       | 3  |       |  |
| 9              | 20 de setembro de 1960  | Taça Brasil                   | Fluminense      | 4–1       | Cruzeiro        | Laranjeiras         | Rio de Janeiro |       |    | 5     |  |
| 10             | 16 de abril de 1961     | Jogo amistoso                 | Cruzeiro        | 0–5       | Fluminense      | Independência       | Belo Horizonte |       |    | 6     |  |
| 11             | 27 de junho de 1965     | Jogo amistoso                 | Fluminense      | 1–2       | Cruzeiro        | Laranjeiras         | Rio de Janeiro | 2     |    |       |  |
| 12             | 9 de novembro de 1966   | Taça Brasil                   | Cruzeiro        | 1–0       | Fluminense      | Mineirão            | Belo Horizonte | 3     |    |       |  |
| 13             | 23 de novembro de 1966  | Taça Brasil                   | Fluminense      | 1–3       | Cruzeiro        | Maracanã            | Rio de Janeiro | 4     |    |       |  |
| 14             | 12 de março de 1967     | Torneio Roberto Gomes Pedrosa | Cruzeiro        | 3–1       | Fluminense      | Mineirão            | Belo Horizonte | 5     |    |       |  |
| 15             | 2 de outubro de 1968    | Torneio Roberto Gomes Pedrosa | Fluminense      | 1–2       | Cruzeiro        | Maracanã            | Rio de Janeiro | 6     |    |       |  |
| 16             | 10 de dezembro de 1968  | Jogo amistoso                 | Fluminense      | 2–0       | Cruzeiro        | Gilberto Mestrinho  | Manacapuru     |       |    | 7     |  |
| 17             | 7 de setembro de 1969   | Torneio Roberto Gomes Pedrosa | Fluminense      | 0–3       | Cruzeiro        | Maracanã            | Rio de Janeiro | 7     |    |       |  |
| 18             | 3 de outubro de 1970    | Torneio Roberto Gomes Pedrosa | Fluminense      | 2–1       | Cruzeiro        | Maracanã            | Rio de Janeiro |       |    | 8     |  |
| 19             | 16 de dezembro de 1970  | Torneio Roberto Gomes Pedrosa | Cruzeiro        | 0–1       | Fluminense      | Mineirão            | Belo Horizonte |       |    | 9     |  |
| 20             | 11 de setembro de 1971  | Campeonato Brasileiro         | Fluminense      | 0–1       | Cruzeiro        | Maracanã            | Rio de Janeiro | 8     |    |       |  |
| 21             | 27 de setembro de 1972  | Campeonato Brasileiro         | Fluminense      | 1–2       | Cruzeiro        | Maracanã            | Rio de Janeiro | 9     |    |       |  |
| 22             | 30 de setembro de 1973  | Campeonato Brasileiro         | Cruzeiro        | 0–0       | Fluminense      | Mineirão            | Belo Horizonte |       | 4  |       |  |
| 23             | 16 de dezembro de 1973  | Campeonato Brasileiro         | Cruzeiro        | 1–1       | Fluminense      | Mineirão            | Belo Horizonte |       | 5  |       |  |
| 24             | 26 de janeiro de 1975   | Jogo amistoso                 | Cruzeiro        | 1–2       | Fluminense      | Mineirão            | Belo Horizonte |       |    | 10    |  |
| 25             | 19 de novembro de 1975  | Campeonato Brasileiro         | Cruzeiro        | 1–2       | Fluminense      | Mineirão            | Belo Horizonte |       |    | 11    |  |
| 26             | 6 de abril de 1980      | Campeonato Brasileiro         | Cruzeiro        | 3–1       | Fluminense      | Mineirão            | Belo Horizonte | 10    |    |       |  |
| 27             | 27 de abril de 1980     | Campeonato Brasileiro         | Fluminense      | 0–0       | Cruzeiro        | Maracanã            | Rio de Janeiro |       | 6  |       |  |
| 28             | 28 de fevereiro de 1982 | Campeonato Brasileiro         | Cruzeiro        | 2–2       | Fluminense      | Mineirão            | Belo Horizonte |       | 7  |       |  |
| 29             | 24 de março de 1982     | Campeonato Brasileiro         | Fluminense      | 4–0       | Cruzeiro        | Maracanã            | Rio de Janeiro |       |    | 12    |  |
| 30             | 9 de fevereiro de 1985  | Campeonato Brasileiro         | Fluminense      | 1–1       | Cruzeiro        | Maracanã            | Rio de Janeiro |       | 8  |       |  |
| 31             | 24 de março de 1985     | Campeonato Brasileiro         | Cruzeiro        | 0–1       | Fluminense      | Mineirão            | Belo Horizonte |       |    | 13    |  |
| 32             | 31 de outubro de 1987   | Campeonato Brasileiro         | Fluminense      | 1–1       | Cruzeiro        | Maracanã            | Rio de Janeiro |       | 9  |       |  |
| 33             | 8 de outubro de 1988    | Campeonato Brasileiro         | Fluminense      | 1–0       | Cruzeiro        | Maracanã            | Rio de Janeiro |       |    | 14    |  |
| 34             | 8 de outubro de 1989    | Campeonato Brasileiro         | Fluminense      | 1–1       | Cruzeiro        | Maracanã            | Rio de Janeiro |       | 10 |       |  |
| 35             | 31 de outubro de 1990   | Campeonato Brasileiro         | Fluminense      | 0–1       | Cruzeiro        | Laranjeiras         | Rio de Janeiro | 11    |    |       |  |
| 36             | 27 de abril de 1991     | Campeonato Brasileiro         | Fluminense      | 2–0       | Cruzeiro        | Laranjeiras         | Rio de Janeiro |       |    | 15    |  |
| 37             | 26 de maio de 1992      | Campeonato Brasileiro         | Fluminense      | 1–1       | Cruzeiro        | Municipal           | Juiz de Fora   |       | 11 |       |  |
| 38             | 19 de novembro de 1995  | Campeonato Brasileiro         | Fluminense      | 0–2       | Cruzeiro        | Castelão            | São Luís       | 12    |    |       |  |
| 39             | 11 de setembro de 1996  | Campeonato Brasileiro         | Cruzeiro        | 2–0       | Fluminense      | Mineirão            | Belo Horizonte | 13    |    |       |  |
| 40             | 29 de janeiro de 1997   | Jogo amistoso                 | Cruzeiro        | 1–2       | Fluminense      | Independência       | Belo Horizonte |       |    | 16    |  |
| 41             | 9 de julho de 1997      | Campeonato Brasileiro         | Fluminense      | 1–1       | Cruzeiro        | Maracanã            | Rio de Janeiro |       | 12 |       |  |
| 42             | 15 de outubro de 2000   | Campeonato Brasileiro         | Fluminense      | 2–1       | Cruzeiro        | Maracanã            | Rio de Janeiro |       |    | 17    |  |
| 43             | 20 de outubro de 2001   | Campeonato Brasileiro         | Cruzeiro        | 1–0       | Fluminense      | Mineirão            | Belo Horizonte | 14    |    |       |  |
| 44             | 11 de agosto de 2002    | Campeonato Brasileiro         | Fluminense      | 5–1       | Cruzeiro        | Maracanã            | Rio de Janeiro |       |    | 18    |  |
| 45             | 2 de agosto de 2003     | Campeonato Brasileiro         | Fluminense      | 2–2       | Cruzeiro        | Giulite Coutinho    | Mesquita       |       | 13 |       |  |
| 46             | 7 de dezembro de 2003   | Campeonato Brasileiro         | Cruzeiro        | 5–2       | Fluminense      | Mineirão            | Belo Horizonte | 15    |    |       |  |
| 47             | 31 de julho de 2004     | Campeonato Brasileiro         | Fluminense      | 0–0       | Cruzeiro        | Maracanã            | Rio de Janeiro |       | 14 |       |  |
| 48             | 27 de novembro de 2004  | Campeonato Brasileiro         | Cruzeiro        | 2–3       | Fluminense      | Mineirão            | Belo Horizonte |       |    | 19    |  |
| 49             | 8 de maio de 2005       | Campeonato Brasileiro         | Fluminense      | 2–1       | Cruzeiro        | Raulino de Oliveira | Volta Redonda  |       |    | 20    |  |
| 50             | 7 de setembro de 2005   | Campeonato Brasileiro         | Cruzeiro        | 2–6       | Fluminense      | Mineirão            | Belo Horizonte |       |    | 21    |  |
| 51             | 26 de abril de 2006     | Copa do Brasil                | Cruzeiro        | 2–3       | Fluminense      | Mineirão            | Belo Horizonte |       |    | 22    |  |
| 52             | 3 de maio de 2006       | Copa do Brasil                | Fluminense      | 1–0       | Cruzeiro        | Maracanã            | Rio de Janeiro |       |    | 23    |  |
| 53             | 13 de agosto de 2006    | Campeonato Brasileiro         | Cruzeiro        | 2–3       | Fluminense      | Mineirão            | Belo Horizonte |       |    | 24    |  |
| 54             | 12 de novembro de 2006  | Campeonato Brasileiro         | Fluminense      | 1–0       | Cruzeiro        | Maracanã            | Rio de Janeiro |       |    | 25    |  |
| 55             | 12 de maio de 2007      | Campeonato Brasileiro         | Fluminense      | 2–2       | Cruzeiro        | Maracanã            | Rio de Janeiro |       | 15 |       |  |
| 56             | 19 de agosto de 2007    | Campeonato Brasileiro         | Cruzeiro        | 4–2       | Fluminense      | Mineirão            | Belo Horizonte | 16    |    |       |  |
| 57             | 26 de julho de 2008     | Campeonato Brasileiro         | Fluminense      | 1–3       | Cruzeiro        | Maracanã            | Rio de Janeiro | 17    |    |       |  |
| 58             | 9 de novembro de 2008   | Campeonato Brasileiro         | Cruzeiro        | 1–0       | Fluminense      | Mineirão            | Belo Horizonte | 18    |    |       |  |
| 59             | 26 de julho de 2009     | Campeonato Brasileiro         | Fluminense      | 1–1       | Cruzeiro        | Maracanã            | Rio de Janeiro |       | 16 |       |  |
| 60             | 1 de novembro de 2009   | Campeonato Brasileiro         | Cruzeiro        | 2–3       | Fluminense      | Mineirão            | Belo Horizonte |       |    | 26    |  |
| 61             | 22 de julho de 2010     | Campeonato Brasileiro         | Fluminense      | 1–0       | Cruzeiro        | Maracanã            | Rio de Janeiro |       |    | 27    |  |
| 62             | 10 de outubro de 2010   | Campeonato Brasileiro         | Cruzeiro        | 1–0       | Fluminense      | Parque do Sabiá     | Uberlândia     | 19    |    |       |  |
| 63             | 4 de junho de 2011      | Campeonato Brasileiro         | Fluminense      | 2–1       | Cruzeiro        | Engenhão            | Rio de Janeiro |       |    | 28    |  |
| 64             | 7 de setembro de 2011   | Campeonato Brasileiro         | Cruzeiro        | 1–2       | Fluminense      | Parque do Sabiá     | Uberlândia     |       |    | 29    |  |
| 65             | 15 de agosto de 2012    | Campeonato Brasileiro         | Cruzeiro        | 1–1       | Fluminense      | Independência       | Belo Horizonte |       | 17 |       |  |
| 66             | 18 de novembro de 2012  | Campeonato Brasileiro         | Fluminense      | 0–2       | Cruzeiro        | Engenhão            | Rio de Janeiro | 20    |    |       |  |
| 67             | 31 de julho de 2013     | Campeonato Brasileiro         | Fluminense      | 1–0       | Cruzeiro        | Maracanã            | Rio de Janeiro |       |    | 30    |  |
| 68             | 16 de outubro de 2013   | Campeonato Brasileiro         | Cruzeiro        | 1–0       | Fluminense      | Mineirão            | Belo Horizonte | 21    |    |       |  |
| 69             | 7 de setembro de 2014   | Campeonato Brasileiro         | Fluminense      | 3–3       | Cruzeiro        | Maracanã            | Rio de Janeiro |       | 18 |       |  |
| 70             | 7 de dezembro de 2014   | Campeonato Brasileiro         | Cruzeiro        | 2–1       | Fluminense      | Mineirão            | Belo Horizonte | 22    |    |       |  |
| 71             | 9 de julho de 2015      | Campeonato Brasileiro         | Fluminense      | 1–0       | Cruzeiro        | Maracanã            | Rio de Janeiro |       |    | 31    |  |
| 72             | 18 de outubro de 2015   | Campeonato Brasileiro         | Cruzeiro        | 2–0       | Fluminense      | Mineirão            | Belo Horizonte | 23    |    |       |  |
| 73             | 17 de fevereiro de 2016 | Copa Sul-Minas-Rio            | Cruzeiro        | 3–4       | Fluminense      | Mineirão            | Belo Horizonte |       |    | 32    |  |
| 74             | 17 de julho de 2016     | Campeonato Brasileiro         | Fluminense      | 2–0       | Cruzeiro        | Giulite Coutinho    | Mesquita       |       |    | 33    |  |
| 75             | 6 de novembro de 2016   | Campeonato Brasileiro         | Cruzeiro        | 4–2       | Fluminense      | Mineirão            | Belo Horizonte | 24    |    |       |  |
| 76             | 20 de julho de 2017     | Campeonato Brasileiro         | Fluminense      | 1–1       | Cruzeiro        | Giulite Coutinho    | Mesquita       |       | 19 |       |  |
| 77             | 12 de novembro de 2017  | Campeonato Brasileiro         | Cruzeiro        | 3–1       | Fluminense      | Mineirão            | Belo Horizonte | 25    |    |       |  |
| 78             | 22 de abril de 2018     | Campeonato Brasileiro         | Fluminense      | 1–0       | Cruzeiro        | Maracanã            | Rio de Janeiro |       |    | 34    |  |
| 79             | 25 de agosto de 2018    | Campeonato Brasileiro         | Cruzeiro        | 2–1       | Fluminense      | Mineirão            | Belo Horizonte | 26    |    |       |  |
| 80             | 15 de maio de 2019      | Copa do Brasil                | Fluminense      | 1–1       | Cruzeiro        | Maracanã            | Rio de Janeiro |       | 20 |       |  |
| 81             | 18 de maio de 2019      | Campeonato Brasileiro         | Fluminense      | 4–1       | Cruzeiro        | Maracanã            | Rio de Janeiro |       |    | 35    |  |
| 82             | 5 de junho de 2019      | Copa do Brasil                | Cruzeiro (pen.) | 2(3)–(1)2 | Fluminense      | Mineirão            | Belo Horizonte |       | 21 |       |  |
| 83             | 9 de outubro de 2019    | Campeonato Brasileiro         | Cruzeiro        | 0–0       | Fluminense      | Mineirão            | Belo Horizonte |       | 22 |       |  |
| 84             | 23 de junho de 2022     | Copa do Brasil                | Fluminense      | 2–1       | Cruzeiro        | Maracanã            | Rio de Janeiro |       |    | 36    |  |
| 85             | 12 de julho de 2022     | Copa do Brasil                | Cruzeiro        | 0–3       | Fluminense      | Mineirão            | Belo Horizonte |       |    | 37    |  |
| 86             | 10 de maio de 2023      | Campeonato Brasileiro         | Cruzeiro        | 0–2       | Fluminense      | Mineirão            | Belo Horizonte |       |    | 38    |  |
| 87             | 20 de setembro de 2023  | Campeonato Brasileiro         | Fluminense      | 1–0       | Cruzeiro        | Maracanã            | Rio de Janeiro |       |    | 39    |  |
| 88             | 19 de junho de 2024     | Campeonato Brasileiro         | Cruzeiro        | 2–0       | Fluminense      | Mineirão            | Belo Horizonte | 27    |    |       |  |
| 89             | 3 de outubro de 2024    | Campeonato Brasileiro         | Fluminense      | 1–0       | Cruzeiro        | Maracanã            | Rio de Janeiro |       |    | 40    |  |
| 90             | 17 de julho de 2025     | Campeonato Brasileiro         | Fluminense      | 0–2       | Cruzeiro        | Maracanã            | Rio de Janeiro | 28    |    |       |  |
| 91             | 3 de dezembro de 2025   | Campeonato Brasileiro         | Cruzeiro        | –         | Fluminense      | Mineirão            | Belo Horizonte |       |    |       |  |